# TheHunter

theHunter — серия компьютерных игр в жанре симулятора, разработанных компанией Expansive Worlds и изданных её материнской компанией Avalanche Studios. Первая игра в серии, известная как theHunter: Classic, была разработана и выпущена в апреле 2009 года компанией Emote Games совместно с Avalanche Studios. Впоследствии Avalanche Studios выкупила права на франшизу и открыла компанию Expansive Worlds в качестве дочерней компании, которая будет сосредоточена исключительно на развитии серии. Самостоятельное дополнение, theHunter: Primal, было разработано и выпущено 15 марта 2015 года компаниями Expansive Worlds и Avalanche Studios. Последняя игра в серии, theHunter: Call of the Wild, была разработана Expansive Worlds и выпущена Avalanche Studios в феврале 2017 года.

## Игры
- theHunter: Classic (2009)
- theHunter: Primal (2015)
- theHunter: Call of the Wild (2017)

## Игровой процесс
Игры серии ведутся от первого лица и воссоздают охоту на диких животных максимально реалистичным образом. Первоначальное место происходит на острове с открытым миром, основанном на различных местах, включая острова и окрестности штата Вашингтон в США. Игрок может охотиться на различных животных, начиная от оленей, вапити, медведей, кроликов, птиц и других типов, в зависимости от заповедников.
Чтобы играть, игрок должен сначала создать персонажа на веб-сайте игры, который включает в себя инструменты социальных сетей и возможности обмена сообщениями, чтобы игроки могли подключаться и делиться игровым опытом. Создание персонажа требует выбора аватара и добавления уникального имени. После создания персонажа и завершения обучения игрок может свободно охотиться, активировать миссии и зарабатывать один из двух типов внутриигровой валюты под названием gm$. Завершение первых 3 миссий белохвостых оленей открывает дальнейшие миссии других животных.
Игроки должны использовать естественное покрытие, чтобы избежать обнаружения животными, каждый вид животных реагирует на различные стимулы по-разному. Обнаружение запаха для четвероногих — это их самое острое чувство, что означает, что игрок должен знать направление ветра, иначе животное может почувствовать запах игрока и убежать. Игроки также должны уделять пристальное внимание звуковому ландшафту, слушая сигналы, указывающие на присутствие животных в местности.
Основной геймплей вращается вокруг отслеживания и сбора (убийства) животных с помощью предоставленного оружия, хотя прицел также предусмотрен для тех, кто не хочет стрелять из пистолета или лука. Следы животных можно найти и идентифицировать с помощью «Huntermate», внутриигрового GPS-подобного устройства, которое идентифицирует следы, помёт, укоренение, постельные принадлежности, следы крови, а также звуки животных. Чтобы охотиться на определённые виды, игрок должен использовать правильное оружие для каждой охоты. Все луки считаются этичными для всех видов, а винтовки и дробовики разного калибра должны быть выбраны в соответствии с животным, на которое игрок будет охотиться. Игроки, которые нарушают это правило, не будут отдавать должное за свои усилия и получат строгое электронное письмо от Дока, надзирателя всех вечнозелёных охотничьих заповедников.
Охотничьи районы, добавленные с мая 2011 года: Settler Creeks (прорезистый североамериканский горный лес с заброшенными усадьбами); Redfeather Falls (шероховатые канадские горы и болота); Hirschfelden (немецкие высокогорные фермы и леса); Hemmeldal (северные шведские снежные горы, болота и ледяные озёра), который также является первым заповедником, разрешающим охоту во время снегопада; Rougarou Bayou (юг США); Val des Bois (прочные горы, луга и леса в Альпах), Bushranger's Run (сухая, скалистая и песчаная глубинка), Whiterime Ridge (холодный арктический ландшафт, окруженный высокими горами и ледяными полями), Timber Trails (заповедник, вдохновлённый Скалистыми горами) и Piccabeen Bay (заповедник, вдохновлённый австралийскими тропиками). Подписчики могут начать в любом месте этих охотничьих угодий (при условии, что у них есть палатка, в противном случае охотничий домик может быть выбран для начала в списке из двух или трёх в каждом заповеднике) и в любое время суток, с 5 утра до 6 вечера.

## Разработка

### theHunter: Classic
До анонса theHunter: Classic 8 апреля 2008 года британская компания Emote Games и шведская компания Avalanche Studios объявили, что они создали совместное предприятие, через которое они создадут «уникальную кросс-форматную социальную игру». Игра была официально анонсирована 17 сентября 2008 года. Она была выпущена в апреле 2009 года в качестве бесплатной игры.
18 февраля 2010 года Avalanche Studios объявила, что приобрела интеллектуальную собственность theHunter: Classic у Emote Games. По словам технического директора Avalanche Studios Линуса Бломберга, студия потеряла 35 миллионов фунтов стерлингов и 20 сотрудников из-за издательских сделок в 2009 году, из-за чего они стремились воспользоваться преимуществами theHunter: Classic самостоятельно. Он также отметил, что, хотя в то время в игре было 100 000 зарегистрированных пользователей, количество активных пользователей значительно сократилось с ноября 2009 года. Кристофер Сандберг, генеральный директор Avalanche Studios, объяснил, что компания планирует создать отдельно управляемую дочернюю студию, которая будет сосредоточена исключительно на theHunter: Classic. Эта студия была объявлена 23 марта 2010 года под названием Expansive Worlds, а Стефан Петтерссон, бывший старший консультант Netlight Consulting, возглавлял учреждение в качестве управляющего директора.

### theHunter: Primal
24 ноября 2014 года Expansive Worlds анонсировала theHunter: Primal, самостоятельное дополнение, в котором будут представлены динозавры. Игра была доступна 15 декабря 2014 года через ранний доступ в Steam и была полностью выпущена 31 марта 2015 года. Игра была разработана и выпущена Expansive Worlds и Avalanche Studios.

### theHunter: Call of the Wild
Продолжение обеих игр под названием theHunter: Call of the Wild было анонсировано 28 ноября 2016 года. Разработкой занималась Expansive Worlds, издательством — Avalanche Studios. Игра была выпущена 16 февраля 2017 года. 27 марта того же года Expansive Worlds подтвердила, что игра также получит порты для PlayStation 4 и Xbox One. Они были выпущены 2 октября 2017 года.
Летом 2018 года, благодаря уязвимости в защите Steam Web API, стало известно, что точное количество пользователей сервиса Steam, которые играли в theHunter: Call of the Wild хотя бы один раз, составляет 815 169 человек.
Игра продолжала развиваться в течение всего 2019 года с введением TruRacs, реализацией случайного дизайна стоек, применяемого к животным со стойками, что обеспечивает больше разнообразия во внешнем виде определённых животных. Expansive Worlds объявила, что она стремится включить TruRacs для всех видов, которые имеют рога.
На сегодняшний день Expansive Worlds выпустила в общей сложности четырнадцать охотничьих заповедников:
Африка
- Вурхонга Саванна (2018), Южная Африка

Азия
- Национальный парк Медведь-Тайга (2017), Сибирь

Центральная Америка
- Ранчо-дель-Арройо (2021), Сонора, Мексика

Европа
- Охотничий заповедник Хиршфельден (2017), Центральная Европа
- Куатро Колинас (2019), Испания
- Побережье Ревонтули (2022), Финляндия

Северная Америка
- Долина Юкон (2019), бассейн реки Юкон, Аляска

Океания
- Национальный парк Те-Авароа (2020), Новая Зеландия
- Изумрудный берег (2023), Австралия

Южная Америка
- Парк Фернандо (2018), Патагония, Аргентина

США
- Лейтон-Лейк-Корт (2017), Тихоокеанский Северо-Запад
- Сильвер-Ридж-Пикс (2020), Скалистые горы
- Заповедник Миссисипи Акров (2021), Миссисипи
- Горы Новой Англии (2022), Нью-Гэмпшир

В январе 2020 года Expansive Worlds объявила о бета-версии, в которой будут представлены изменения в оружии и подсчёт очков системы животных, чтобы сделать игру более ровной симуляцией и обеспечить общий опыт лучше. С учётом обратной связи команда Expansive Worlds запустила второй раунд бета-версии в конце января, чтобы получить обратную связь по предлагаемой системе Scoring 2.0. Система подсчёта очков животных 2.0 была запущена 18 февраля 2020 года.